# 874
874 (DCCCLXXIV) var ett normalår som började en fredag i den julianska kalendern.

## Händelser

### November
- November – Frost härjar i Skottland fram till april 875.[1]

### Okänt datum
- Islands kolonisation påbörjas då Ingólfur Arnarson tar land på öns sydkust.

## Födda
- Uta, drottning av Östfrankiska riket och kejsarinna av Tysk-romerska riket.

## Avlidna
- Hasan al-Askari, shiaimam.

### Fotnoter
1. ↑  Stratton, J.M. (1969). Agricultural Records. John Baker. ISBN 0-212-97022-4